# Gábor Csupó
 (mars 2019).
Si vous disposez d'ouvrages ou d'articles de référence ou si vous connaissez des sites web de qualité traitant du thème abordé ici, merci de compléter l'article en donnant les références utiles à sa vérifiabilité et en les liant à la section « Notes et références ».
Gábor Csupó est un producteur, scénariste et réalisateur américain né en 1952 à Budapest (Hongrie).

## Filmographie

### comme producteur
- 1991 : Les Razmoket ("Rugrats") (série télévisée)
- 1995 : Santo Bugito (série télévisée)
- 1996 : Bird in a Window
- 1998 : La Famille Delajungle ("The Wild Thornberrys") (série télévisée)
- 1998 : The Wacky Adventures of Ronald McDonald: Scared Silly (vidéo)
- 1998 : Les Razmoket, le film (The Rugrats Movie)
- 1999 : Rocket Power (série télévisée)
- 1999 : The Wacky Adventures of Ronald McDonald: The Visitors from Outer Space (vidéo)
- 2000 : Les Razmokets à Paris - Le film (Rugrats in Paris: The Movie - Rugrats II)
- 2001 : Famille de la jungle - L'anniversaire de Donie (The Wild Thornberrys: The Origin of Donnie) (TV)
- 2002 : Rocket Power: Race Across New Zealand (TV)
- 2002 : La Famille Delajungle, le film (The Wild Thornberrys Movie)
- 2003 : Les Razmoket rencontrent les Delajungle (Rugrats Go Wild!)
- 2007 : Le Secret de Terabithia

### comme réalisateur
- 1980 : Dance
- 2007 : Le Secret de Terabithia
- 2008 : Le Secret de Moonacre